# Clare Carey
Clare Carey (Rhodesia, 11 giugno 1967) è un'attrice statunitense.

## Biografia
Sposata e madre di due figli, è conosciuta per il ruolo di Macy Carlson nella sitcom Due gemelle e un maggiordomo (2001-2002), e per quello di Sarah Parker nella serie Point Pleasant (2005).
È inoltre apparsa in due episodi della serie NCIS - Unità anticrimine, nel ruolo di Ann Gibbs, madre del protagonista Leroy Jethro Gibbs (Mark Harmon).

## Filmografia parziale

### Cinema
- Scuola di zombi (Zombie High), regia di Ron Link (1987)
- Waxwork - Benvenuti al museo delle cere (Waxwork), regia di Anthony Hickox (1988)
- Crocodile Dundee 3 (Crocodile Dundee in Los Angeles), regia di Simon Wincer (2001)
- True Love, regia di Enrico Clerico Nasino (2012)
- Soul Mates, regia di Todd Portugal (2014)
- Savannah Sunrise, regia di Randall Stevens (2016)

### Televisione
- La metà ignota (Echo), regia di Charles Correll – film TV (1997)
- Jarod il camaleonte (The Pretender) – serie TV, 1 episodio (1999)
- Walker Texas Ranger – serie TV, 1 episodio (1999)
- Streghe (Charmed) – serie TV, 1 episodio (2000)
- Due gemelle e un maggiordomo (So Little Time) – serie TV, 22 episodi (2001-2002)
- Mamma, ho allagato la casa (Home Alone 4: Taking Back the House), regia di Rod Daniel – film TV (2002)
- Senza traccia (Without a Trace) – serie TV, 1 episodio (2004)
- Giudice Amy (Judging Amy) – serie TV, 1 episodio (2005)
- Stargate SG-1 – serie TV, un episodio, (2005)
- Cold Case – serie TV, 1 episodio (2005)
- E.R. - Medici in prima linea (ER) – serie TV, 1 episodio (2005)
- Detective Monk (Monk) – serie TV, episodio 4x09 (2005)
- Point Pleasant - serie TV, 13 episodi (2005)
- Grey's Anatomy – serie TV, episodio 3x07 (2006)
- Boston Legal – serie TV, 1 episodio (2007)
- Nolan - Come diventare un supereroe (Shredderman Rules), regia di Savage Steve Holland - film TV (2007)
- Crash – serie TV, 13 episodi (2008-2009)
- Doc West, regia di Giulio Base e Terence Hill – miniserie TV, 2 episodi (2009)
- Dr. House - Medical Division (House, M.D.) – serie TV, 1 episodio (2009)
- Chuck – serie TV, 3 episodi (2010-2011)
- Castle - serie TV, episodio 3x14 (2011)
- NCIS - Unità anticrimine (NCIS) - serie TV, episodi 9x14-11x24 (2012-2014)
- Revenge – serie TV, 1 episodio (2013)
- Aquarius – serie TV, 8 episodi (2015-2016)

## Doppiatrici italiane
Nelle versioni in italiano delle opere in cui ha recitato, Clare Carey è stata doppiata da:
- Antonella Alessandro in Grey's Anatomy, Criminal Minds
- Alessandra Korompay in Crash, Mamma ho allagato la casa
- Claudia Razzi in Chuck
- Germana Pasquero in Due gemelle e un maggiordomo
- Roberta Pellini in Detective Monk
- Rita Savagnone in Nolan - Come diventare un supereroe
- Laura Boccanera in Senza traccia
- Valeria Perilli in NCIS: Los Angeles
- Roberta Paladini in Dr. House - Medical Division
- Doriana Chierci in CSI: Miami
- Antonella Rinaldi in Castle
- Laura Romano in NCIS - Unità anticrimine (ep. 9x14)
- Irene Di Valmo in NCIS - Unità anticrimine (ep. 11x24)
- Rita Baldini in Aquarius